# Вакуумний фланець

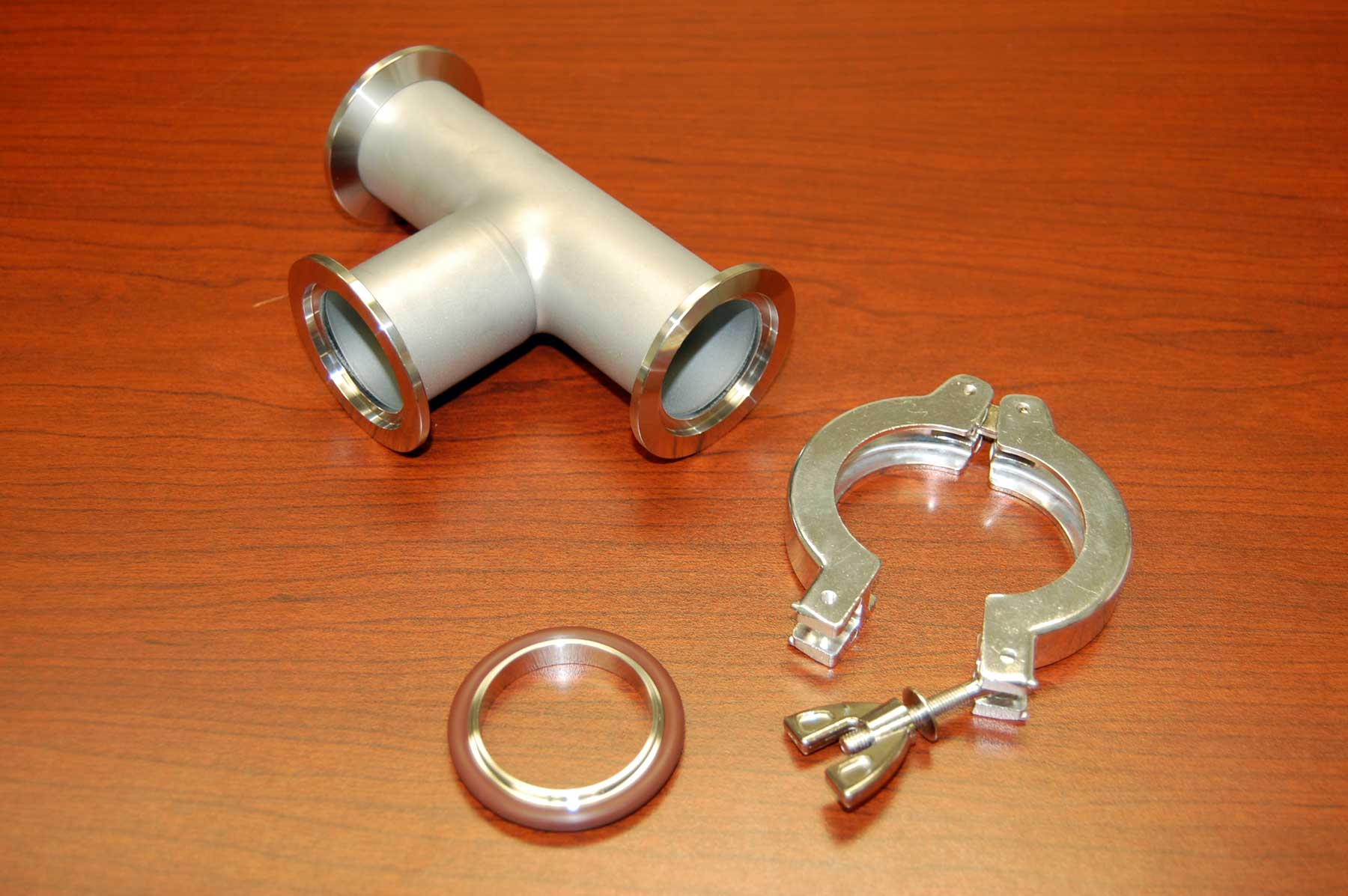
Т-подібна трубка KF-25, защільнювальне кільце і затискач

Ва́куумний фла́нець (англ. vacuum flange) — фланець, що використовується для герметизованого сполучення між собою елементів вакуумних систем та магістралей.

## Типи вакуумних фланців
Існує декілька стандартизованих типів вакуумних з'єднань, що різняться за сферою застосування. Вони відрізняються між собою конструкцією власне фланців, а також, конструкцією защільнювача і матеріалом защільника.

### KF/QF
Цей тип фланця отримав назву від скорочень: англ. Quick Flange (QF), нім. Klein Flange (KF) або NW і деколи DN.
Використання KF-фланців лімітується (виходячи з властивостей матеріалу кільця защільника) для експлуатації при температурах від ~0° C до 120…180° C й тисках від атмосферного до ~10−8 мм рт.ст.
Позначення KF прийняте у системі ISO, DIN і Pneurop. KF-фланець виготовляється із спеціальним пазом для еластичного защільника, посадженого на металеве кільце. Кріпиться фланець за допомогою круглого затискача («хомута»). Стандартні розміри нормуються за номінальним діаметром (DN) прохідного отвору фланця в міліметрах (від 10 до 50 мм):
- DN10KF
- DN16KF
- DN25KF
- DN40KF
- DN50KF

### ISO

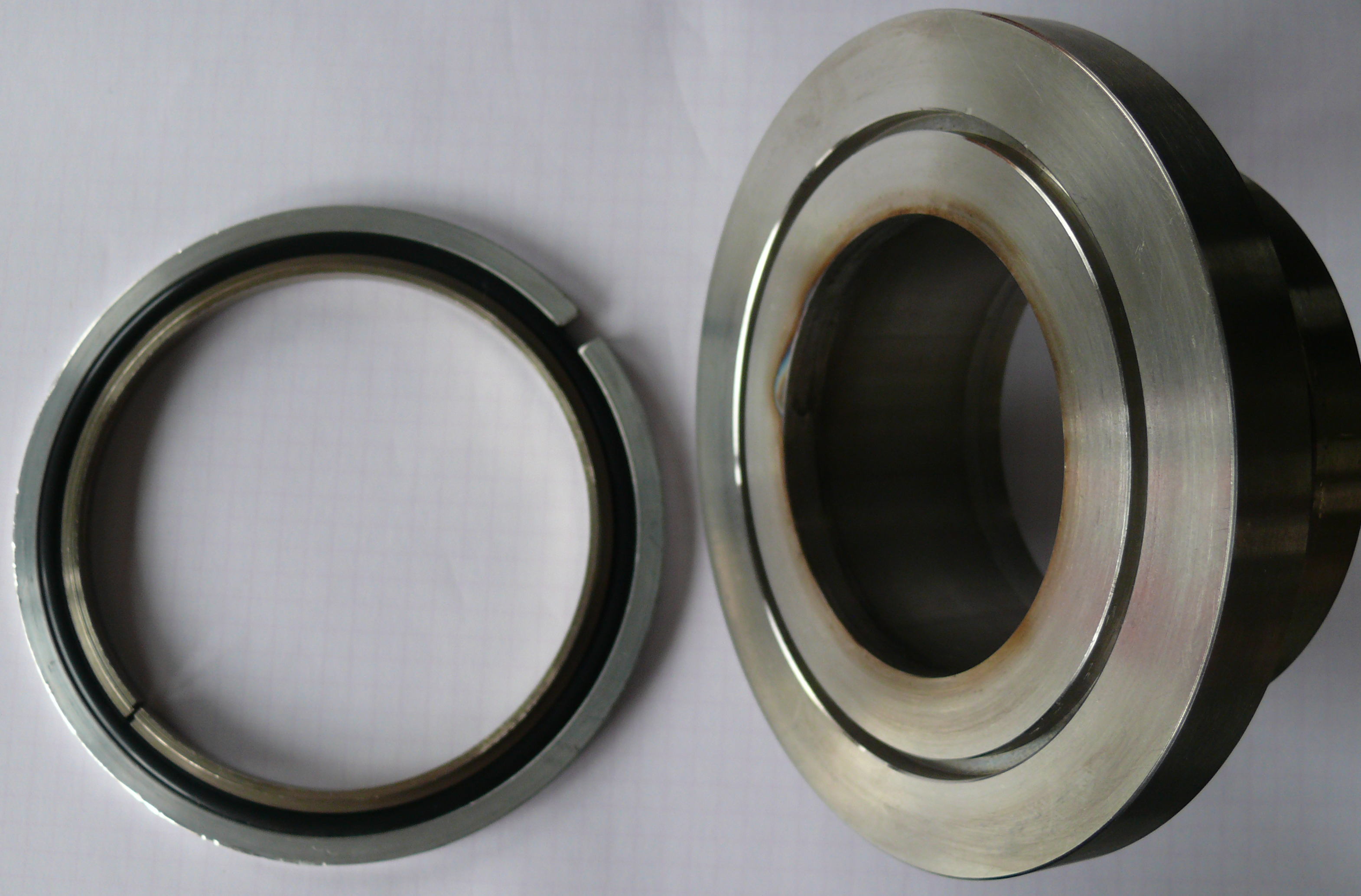
ISO LF-фланець

Фланці великого розміру за стандартом ISO відомі за маркуванням LF, LFB, MF, або часто просто під назвою «ISO-фланець». Так же, як і KF-фланець, ISO-фланці приєднуються за допомогою центрувального кільця й герметизуються з використанням еластичного кільця-защільника.
Існує два різновиди ISO-фланців:
- ISO-K (або ISO LF) фланці приєднуються за допомогою двозубих затискачів, котрі зачеплюються за круговий паз на циліндричній поверхні фланця.
- ISO-F (або ISO LFB) фланці мають отвори для сполучення між собою болтами з гайками.

Два ISO-фланці різних типів можуть бути сполучені разом із затискачем з одиничним зубцем з боку ISO-K, котрий після цього кріпиться болтами до отворів на боці ISO-F.
ISO-фланці мають умовний прохід або номінальний діаметр прохідного отвору від 63 до 500 мм:
- DN63LF (63,5 мм)
- DN100LF (102 мм)
- DN160LF (160 мм)
- DN200LF (200 мм)
- DN250LF (254 мм)
- DN320LF (316 мм)
- DN400LF (400 мм)
- DN500LF (500 мм)

### CF

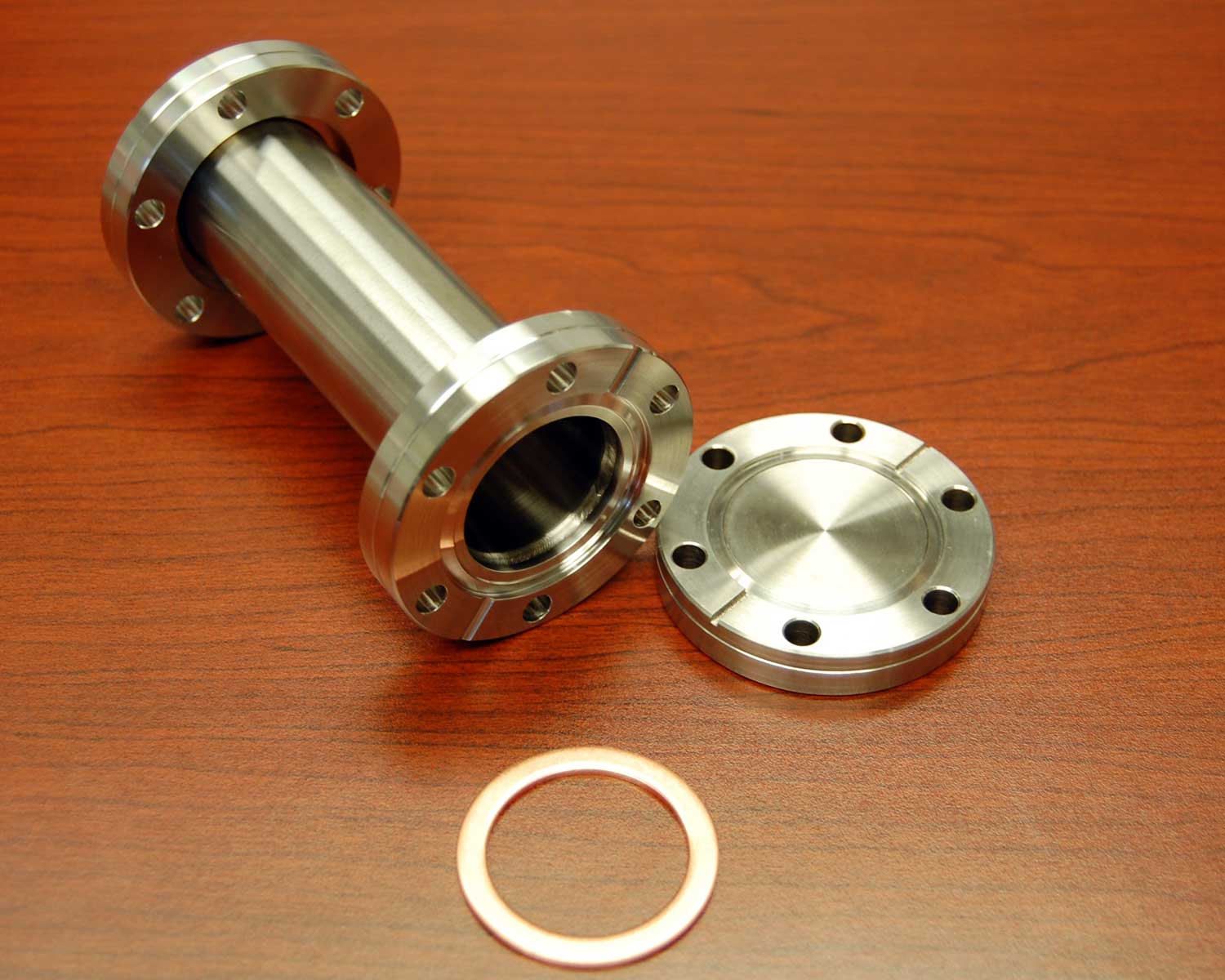
Трубка типу CF («conflat») з фланцем та мідним защільником

Для роботи з надвисоким вакуумом (нижче від 10−6 мбар) використовують фланці типу CF (ConFlat), що мають мідну прокладку, яка затискається між гострими виступами фланця. За рахунок деформації м'якої поверхні міді досягається максимально щільний контакт поверхонь й забезпечується необхідний рівень ізоляції. Цей тип фланця може працювати з вакуумом аж до 10−13 мбар (10−11 Па) й температурі до 450 °C.
Північноамериканський стандарт розмірів фланця подає розміри дюймах зовнішнього діаметра: 1⅓ («mini»), 2¾, 4½, 6, 8, 10, 12, 13¼, 14 і 16½. В Європі та Азії розмір визначається умовним проходом (номінальним внутрішнім діаметром)  у міліметрах:
- DN16
- DN40
- DN63
- DN100
- DN160
- DN200
- DN250

### ASA

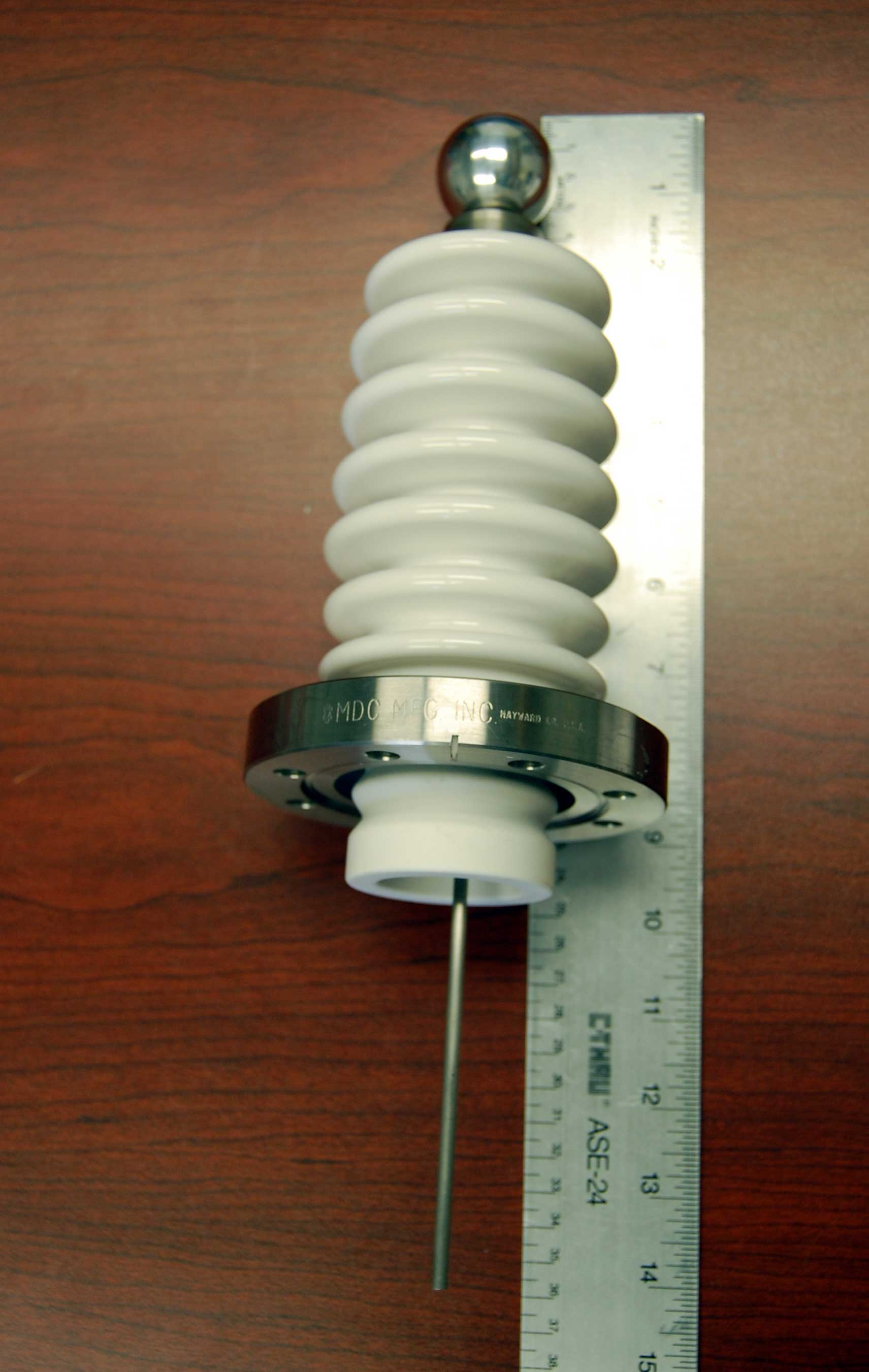
Герметичний прохідний ізолятор на 60кВ з фланцем DN63

ANSI розроблено свій стандарт фланців, що маркуються як ASA.
Конструктивні особливості ASA-фланців, запозичені декілька десятиліть тому з парових фланців, і містять прості вакуумні защільнювальні кільця, один фланець містить рівець для встановлення кільця а другий — є гладким. Фланці виготовляються з неіржавної сталі (марка 304L) або алюмінієвого сплаву, що піддається зварюванню.
Ці фланці можуть використовуватись як з вакуумом, так і з тиском. Фланці нормуються за номінальним внутрішнім діаметром труби або за зовнішнім діаметром (в дюймах): 1 (4.25 O.D.), 1.5 (5.00 O.D.), 2 (6.00 O.D.), 3 (7.50 O.D.), 4 (9.00 O.D.), 6 (11.00 O.D.), 8 (13.5 O.D.), 10 (16.00 O.D.).

## Вакуумні защільники
Щоб досягти необхідного ступеня ізоляції при роботі з вакуумом, потрібні спеціальні защільники. Еластичне защільнювальне кільце (o-ring) може виготовлятись з гуми (каучук буна), флуорополімера (FPM — viton), силіконового каучуку або тефлону. Защільнювальне кільце може поміщатись у спеціальний паз, або ж використовуватись у комбінації з центральним кільцем, або як «фіксоване» кільце, що утримується на місці спеціальним металевим кільцем. Металеві защільники використовують при роботі з ультрависоким вакуумом, де процес дегазації еластомеру може бути достатньо значимим. Защільник у вигляді мідного кільця використовується разом з фланцем типу «conflat». Металеві дротові защільники виготовляються з міді, золота або індію.

## Вакуумні прохідні фланці

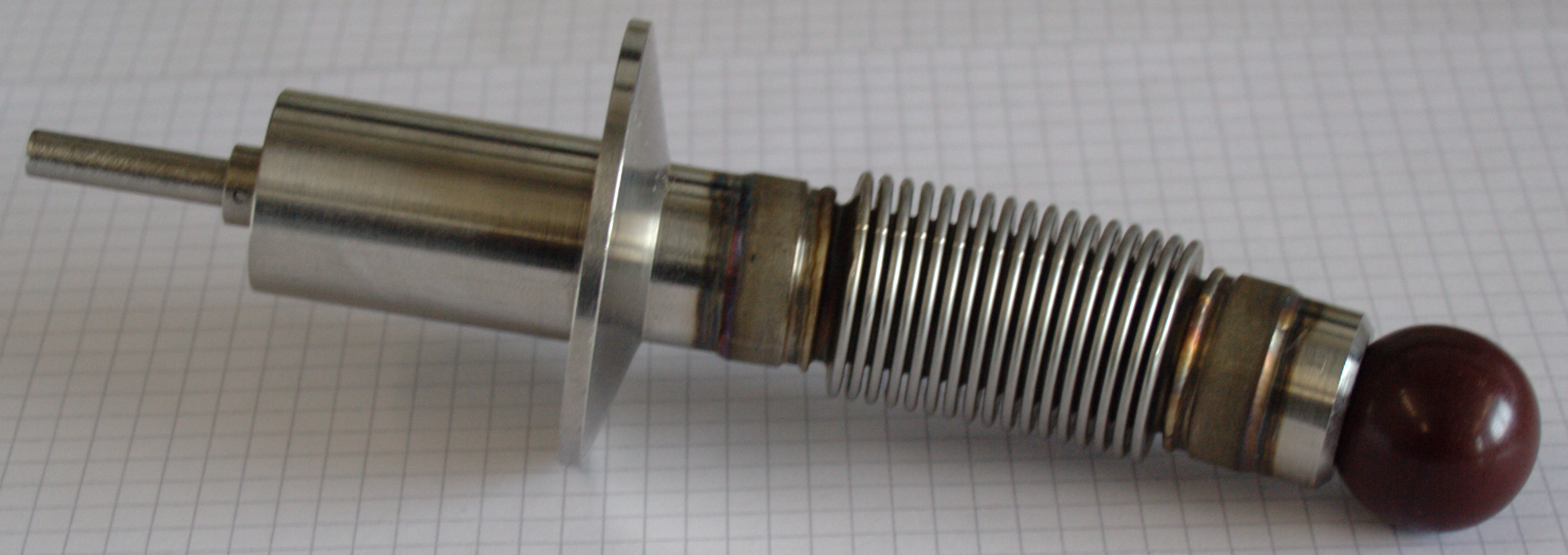
Вакуумний прохідний фланець типу KF із забезпеченням передавання обертового руху

Вакуумний прохідний фланець — це фланець, що містить вакуумнозащільнене електричне, фізична або механічне сполучення з вакуумною камерою. Електричне прохідне сполучення дозволяє подавати напруги, які потрібні для елементів, що розташовані у вакуумі, наприклад, нитка розжарення чи обігрівач. Прикладом фізичного сполучення є прохідний отвір вакуумнозащільненого з'єднання для подавання й відведення охолоджувальної рідини. Механічне прохідне сполучення використовується для приведення у рух (обертання, переміщення) елементів механізмів з метою маніпулювання об'єктами у вакуумній камері.